# Heinrich Fausel
Heinrich Fausel (* 15. November 1900 in Reutlingen; † 2. Februar 1967 in Tübingen) war ein deutscher evangelischer Theologe und Luther-Forscher.

## Leben und Wirken
Nach dem Besuch der Evangelischen Seminare in Schöntal und Urach studierte Heinrich Fausel von 1919 bis 1923 evangelische Theologie und Philosophie an den Universitäten Tübingen und Marburg. Anschließend trat er in den Pfarrdienst der Evangelischen Landeskirche in Württemberg ein. Nach seiner Zeit als Vikar wurde er 1927 Pfarrer in Heimsheim (Kreis Leonberg) und wirkte dort in diesem Amt bis 1952. Von 1946 bis 1952 leitete er kommissarisch das Evangelische Seminar Maulbronn und wurde dann dort bis 1963 Ephorus. 1956 ernannte ihn die Evangelisch-theologische Fakultät der Eberhard Karls Universität Tübingen zum Ehrendoktor und erteilte ihm ab 1957 einen Lehrauftrag für württembergische Kirchengeschichte. 1963 wurde er zum Honorarprofessor ernannt. 
Im Jahre 1965 wurde Fausel Ehrenbürger von Heimsheim.
Als Mitglied der Kirchlich-theologischen Sozietät trat Fausel im Dritten Reich gegen den Nationalsozialismus auf. 
In seinen kirchengeschichtlichen Arbeiten beschäftigte er sich neben der württembergischen Kirchengeschichte vor allem mit Martin Luther. 

## Veröffentlichungen (Auswahl)
- Luther und die deutsche Nation (= Bekennende Kirche, Bd. 24). Kaiser, München 1935.
- D. Martin Luther. Der Reformator im Kampf um Evangelium und Kirche; sein Werden und Wirken im Spiegel eigener Zeugnisse. Calwer Verlag, Stuttgart 1955.
- Maulbronn 1147 – 1556 – 1956. Kloster und Klosterschule. Calwer Verlag, Stuttgart 1956.
- Luther heute. Calwer Verlag, Stuttgart 1957.
- Aurelius Augustinus, Bischof von Hippo. Müllerschön, Bad Cannstatt 1957.
- (Bearb.): Martin Luther / Tischreden. 3. Aufl. Kaiser, München 1963.
- Im Jahre 1914 (= Theologische Existenz heute, N.F., Bd. 121). Kaiser, München 1965.
- Von altlutherischer Orthodoxie zum Frühpietismus in Württemberg. In: Zeitschrift für württembergische Landesgeschichte, Bd. 54 (1965), S. 309–328.
- Martin Luther. Leben und Werk. Zwei Bände. Siebenstern-Taschenbuch-Verlag, München 1966 (3. bzw. 4. Aufl. 1977/1983) (Neudruck: Hänssler, Holzgerlingen 2008, ISBN 978-3-7751-4189-5).
- Erschütterung und neue Gewißheit. Erfahrungen Martin Luthers. In: Evangelischer Glaube im Wandel der Zeit. Steinkopf, Stuttgart 1967, S. 11–31.